# 忏悔
忏悔，佛教术语，爲懺摩和悔（āpatti-pratideśana）的组合词，意爲对自己的过失、罪业表示惭愧，请求他人容忍、原谅，并决心今後永不再犯。忏悔在佛教仪轨中有重要意义。

## 释义
懺摩，在梵語中意爲“（求）忍”，即對自己過去所作過錯表示慚愧，請求他人容忍、原谅。漢語中本無“懺”字，译师以“忄”（心）作義符、“韱”（或爲“讖”省）作聲符，造出“懺”字，作为音译字。後簡化字也作“忏”。一说忏的含义近乎汉语的悔，因此也将两者组合爲“忏悔”，表示近似的意义；一说忏、悔二字义略有不同，“忏”表示对从前恶愆的後悔，“悔”表示今後不令再犯。義凈法師認為，忏摩是请求对轻罪的忍谅，悔是梵语阿钵底钵喇底提舍那（āpatti-pratideśana）之译，即“犯、罪”（āpatti，阿鉢底）加“陈说”（pratideśana，钵喇底提舍那），表示發露、舉出自己的過錯，不覆藏己罪，也譯作“說罪”。

## 仪轨和功用
忏悔在佛教中具有重要意义。懺悔是對自己從前所造之惡業，表示慚愧，請求諒解，並發誓今後永不再犯；是修行中不可缺少之功課；是重罪轉輕之助緣:62。佛法中有多種懺悔法門，但從總相來說，有事懺和理懺，事懺之中又分作法懺和取相懺:62。
佛教常以种子长成树木譬喻业因和果报的关系，业如同种子，在识田种下（造业）後，会随着各种因缘成长，如果此时不加忏悔改正，如同树木开花结果，必将成长为极大的恶报，但如果还未及树木长成便深重忏悔，誓愿不再犯失，就如同减损掉树木长成的因缘，那么树木会变得弱小（重罪轻受）或者枯萎不熟（不受报）。
对于性罪，忏悔尚且有极大的灭罪功用，在佛教戒律制度中就更加重视忏悔。毁犯戒律者通过忏悔，或可使轻罪免受恶报并恢复戒体清净，这些罪目如波逸提罪、提舍尼罪。犯戒者可在僧团中向大众發露忏悔，也可在佛前求忏悔。僧团每半月行布薩，每年的结夏安居中最后一日还有僧自恣日，都是专用于誦戒忏罪的。
在大乘佛教，强调「神通不及业力，业力不及愿力。」，在诸佛菩萨（像）前忏悔，通过祂们的愿力，可以蠲除种种罪业，即使是一些原本不通忏悔的大罪。因此在大乘和金刚乘中存在着多种忏悔法门，如水忏、水陸懺法、梁皇宝忏、地藏忏法、八十八佛礼忏法门、百佛名忏法、藥師懺、金刚萨埵百字明咒、佛顶尊胜陀罗尼忏法等等。
汉传佛教中的诵经功课通常设有《忏悔文》，每日诵持，长养忏悔心。常用的忏悔文为如下版本及其变形：
|  | 往昔所造诸恶业， 皆由无始贪嗔痴， 从身语意之所生， 今对佛前求忏悔。 罪从心起将心忏， 心若灭时罪亦亡， 心灭罪亡两俱空， 是则名为真忏悔。 |

## 影响与对比
「忏悔」一词在古时已成为汉语常用词，并出现了词义扩大，而更广泛地指对一切世间错误表示痛心悔改。在近代西学东渐的过程中，「忏悔」也被用来翻译基督教等宗教中的相近概念（confession）。
然而，基督教中的忏悔（confession，原意是表白）和佛教的忏悔意义有不同。前者是指「罪人」向神父、牧师或耶稣基督告解自己的罪过，祈求上帝宽恕；後者的忏悔是无我和无神论的。

## 註释與參考文献
1. ↑  《六祖坛经》：忏者，忏其前愆。从前所有恶业、愚迷、骄诳、嫉妒等罪，悉皆尽忏，永不复起，是名为忏。悔者，悔其后过。从今以后，所有恶业、愚迷、骄诳、嫉妒等罪，今已觉悟，悉皆永断，更不复作，是名为悔。
2. ↑  見義凈譯根本说一切有部律藏《毗奈耶·卷十五》中的註釋
3. 1 2  觀成法師講述、陳其斌整理. . 《溫暖人間》第525期 (香港: 佛教溫暖人間慈善基金). 2019-10-03.
4. ↑  释惠敏. . 法鼓佛学学报.   [2018-12-29]. （原始内容存档于2020-12-21）.
5. ↑  《汉语大词典》p.10398